# Малайсаринський сільський округ
Малайсари́нська сільський округ (каз. Малайсары ауылдық округі, рос. Малайсаринский сельский округ) — адміністративна одиниця у складі Майського району Павлодарської області Казахстану. Адміністративний центр — село Малайсари.
Населення — 749 осіб (2021; 909 у 2009, 1302 у 1999, 2200 у 1989).
Станом на 1989 рік існувала Кіровська сільська рада (села Кірово, Ферма 1, Ферма 2, Ферма 3, Ферма 4). Села Отділення № 3, Отділення № 4 були ліквідовані 2004 року.

## Склад
До складу округу входять такі населені пункти:
| Населений пункт     | Старі назви | Населення, осіб (1989) | Населення, осіб (1999) | Населення, осіб (2009) | Населення, осіб (2021) |
| ------------------- | ----------- | ---------------------- | ---------------------- | ---------------------- | ---------------------- |
| Малайсари, село     | Кірово      | 1299                   | 970                    | 692                    | 550                    |
| Отділення № 3, село | Ферма 3     | 167                    | 30                     | -                      | -                      |
| Отділення № 4, село | Ферма 4     | 100                    | 12                     | -                      | -                      |
| Ферма 1, село       | -           | 374                    | 193                    | 146                    | 126                    |
| Ферма 2, село       | -           | 260                    | 97                     | 71                     | 73                     |